# Kasperli (Hörspiel)
Die Kasperli-Hörspiele von Jörg Schneider finden sich in der Deutschschweiz seit 1967 in zahlreichen Kinderzimmern. Jährlich werden mehr als 50'000 Tonträger davon verkauft.

## Entstehung
Adalbert Klingler war 1946 von Gottlieb Duttweiler als hauptberuflicher Puppenspieler im Park im Grüene in Rüschlikon engagiert worden und begeisterte mit seinen selber geschriebenen und gespielten Kasperstücken während der darauffolgenden 17 Jahre tausende Kinder und deren Eltern. Ende 1964 musste er nach mehreren Staroperationen, wegen andauernden Kehlkopfreizungen und dem Nachlassen der Kräfte seine Spielertätigkeit im Park im Grüene beenden.
1965 übernahmen Jörg Schneider und Ines Torelli das Kasperlitheater, Figuren, Bühnenbilder und Texte des Handpuppenspielers Adalbert Klingler im Park im Grüene in Rüschlikon. Klinglers herrlich geschnitzte und prächtig gekleidete Figuren sind bis heute im Park im Grüene zu sehen.
Bereits nach einigen Jahren kam vom Ex-Libris-Leiter Franz Lamprecht der Vorschlag, eine Hörspielfassung auf Schallplatte aufzunehmen. Nach anfänglicher Skepsis willigte Schneider ein und schrieb selber seine ersten zwei Kasperlistücke. Im Jahr 1967 erschien die erste Platte, die zu einem grossen Erfolg wurde und bis heute am meisten verkauft wurde. Insgesamt entstanden 22 von Jörg Schneider geschriebene Abenteuer, die von der Zürcher Plattenfirma Tudor aufgenommen wurden. Sprecher waren Jörg Schneider, Ines Torelli und Paul Bühlmann. Die Platten-Cover wurden vom Zürcher Künstler Heinz Stieger gestaltet und blieben bis heute unverändert. Für die zweite Kassetten-Auflage wurde dann ein Szenenfoto aus der Folge De Dicksack im Schlaraffeland als Cover verwendet, auf dem die Häx Bäsegret, Kasperli und Otti Dicksack auf dem grünen Hexenbesen sitzen. Ausser einem Kasperli-Schirm, der mittlerweile laut Tudor Recording vergriffen ist, gibt es keine Merchandising-Produkte. Da es nur Dialektfassungen in Zürichdeutsch gibt, sind die Hörspiele in anderen Ländern kaum präsent. Trotzdem produzierte Tudor 1982 die ersten beiden Platten auch in einer hochdeutschen Version mit Hans Clarin als Kasperle, zusammen mit Liselotte Pulver und Wolfgang Reichmann. Diese Folgen sind heute bei iTunes und Spotify, direkt über die Tudor-Webseite erhältlich. Dafür wurden die Namen einiger Figuren geändert. In Schneiders Autobiografie Äxgüsi! – Aus meinem Leben aus 2015, ist ein Foto der Aufnahmesessions vorhanden.

## Inhalt
In allen Abenteuern zieht Kasperli aus, um dem Guten zum Sieg zu verhelfen. Er lehnt sich gegen Autoritäten auf und macht sich lustig über Polizisten und Lehrer. Am Ende der Abenteuer zeigt sich eine Moral und es siegen jeweils Tugenden wie Fleiss, Genügsamkeit und Pflichtbewusstsein. Viele Figuren wie Arzt, Lehrer oder Handwerker sind archetypisch angelegt und finden sich in zahlreichen schweizerischen Dörfern und Städten. Gesprochen wird ein Zürichdeutsch, wie es heute kaum mehr gesprochen wird mit teilweise heute wenig verbreiteten Ausdrücken.
Die Geschichten von Jörg Schneider wurden ohne grösseres Konzept geschrieben, er schrieb einfach drauflos. Zum Teil liess er sich von Alltagssituationen mit seinem Sohn oder Nachbarskindern inspirieren. Schneider beabsichtigte nie, seinen Geschichten einen pädagogisch-erzieherischen Wert zu geben, sondern wollte einfach unterhalten.

## Kritik
Themen wie Überfremdung, Umweltschutz, Arbeitslosigkeit, Alleinerziehende und dergleichen griff Schneider nie auf; dies wurde ihm von Vertretern der 68er-Generation, denen die politische Botschaft fehlte, manchmal vorgeworfen.
Kasperlis Abenteuer «De Schorsch Gaggo reist uf Afrika» kam wegen Ausdrücken wie «Negerhäuptling» unter Rassismus-Verdacht. So wurde aus einem «Negermeitli» („Negermädchen“) ein «Afrikanermeitli» („Afrikanermädchen“). Der Name «Schorsch Gaggo» stammt übrigens nicht von Jörg Schneider; er taucht erstmals 1948 in einer Basler Fasnachtszeitung auf. Es wird auch von Schneider selbst in seiner kultigen Rolle als Alois «Hügü» Vögeli im Schweizer Spielfilm «Polizist Wäckerli in Gefahr» von 1966 erwähnt.

## Folgen
| Nummer | 1. Hörspiel                               | Figuren | 2. Hörspiel                        | Figuren | Erscheinungsjahr |
| ------ | ----------------------------------------- | --- | ---------------------------------- | --- | ---------------- |
| 1      | S Häxegärtli                              | Grosi, Köbeli, Häx Hutzelrock, Diener Lamaaschi, Kasperli | De verzauberet Schpiegelweiher     | König Ratata, Prinzässli Silberhaar, Prinz Eugen, Zauberer Knurrunkulus, Diener Schwafli, Kasperli            | 1967             |
| 2      | De Tüüfel Luuspelz und s’armi Pilzfraueli | Tüüfel Luuspelz, Lehrbueb Giftnudle, Pilzfraueli, Polizischt Chruselschnauz, Kasperli | Die beide Räuber Joggel und Toggel | König Waggelbuuch, Prinzessin Sydefädeli, Hofmarschall Zitterli, Räuber Joggel, Räuber Toggel, Kasperli       | 1967             |
| 3      | De bös Zwerg Zwack und de Prinz Mägerli   | König Watschelbei, Prinz Mägerli, Oberhofchoch Pfanneschtiil, Zwerg Zwack, Fee Flöörli, Kasperli | De Pfnüsi und sis Krokodil         | Grosi, Wassertüüfel, Pfnüsi, Krokodil Theophil, Kasperli                                                      | 1968             |
| 4      | D’Zauberhööli im Häxewald                 | Gritli, Häx Hinkebei, Häxechnächt Polderi, Häxechnächt Cholderi, Kasperli | Die gschtole Schatzchischte        | Frau Kasperli, Prinzessin Gloria, Ritter Hitzgi, Räuber Chnollenas, Göiferludi, Kasperli                      | 1968             |
| 5      | S Mondchalb und de Hurrlibutz             | Puur, Vreneli, Geischt Hurrlibutz, Hüehnervogel Gwaagg, Maa im Mond, Kasperli | De Rüeblidieb                      | Gärtner Häckeli, Lehrbueb Würmligrübler, Frau Schnurreberger, Schnudi, Kasperli                               | 1969             |
| 6      | D’Fee Schwäfelblitz im Dracheloch         | Frau Kasperli, Jägermeister Möösli, Fee Schwäfelblitz, Drache Fauchi, Kasperli | Die drei goldige Schlösser         | Riis Grochsi, Profässer Tüpfli, Prinzessli Lili, Prinzessli Lolo, Prinzessli Lulu, Kasperli                   | 1969             |
| 7      | De Schorsch Gaggo reist uf Afrika         | Schorsch Gaggo, Häuptling Krambambuli, Susu, Delphin Tomi, Löi Leo, Kasperli | Die siebe Wunderchrüütli           | Frau Müüsli, Dokter Gütterli, Heinzelmännli Hoppsi, Waldschrat Flatterschnack, Kasperli                       | 1970             |
| 8      | De Giizgnäpper im Pfluumewäldli           | Joggeli Buume, Urgrossmueter, Giiztüüfel, Ghülfe Niidhammel, Kasperli | De flüügend Esel                   | Zirkusdiräkter Pomponelli, Gaby, Zauberer Gogo Guruguru, Nuggizapfe, Gumpesel Adalbert, Kasperli              | 1970             |
| 9      | De Seeräuber und de Pudelhund             | Fischer Kümmerli, Pudelhund Lumpi, Seeräuber Huckezuck, Matros Schwartemage, Schwan Felix, Kasperli | De Flick-Flack bim Wegglibeck      | Meischter Zopf, Uusläufer Gaggelaari, Frau Binggeli, Geischt Flick-Flack, Kasperli                            | 1971             |
| 10     | De Velochlauer chunnt is Chefi            | Röbeli, Tantegotte Amalie, Wachtmeischter Brumm, Heiri Chlüpplisack, Kasperli | D’Indianer-Zaubermedizin           | Grosi, Apiteegger Pülverli, Indianerhäuptlig Adleraug, Töchterli Sunneschy, Medizinmaa Maramagamaki, Kasperli | 1971             |
| 11     | S’Gheimnis vom singende Iiszapfe          | Iiskönigin Polaria, Zauberer Biiswind, Eskimo Wuwuschu, Iisbär Nicki, Pinguin Taps, Kasperli | De Dicksack im Schlaraffeland      | Schlaraffekönig Pfuusius, Otti Dicksack, Schriiner Nägeli, Häx Bäsegret, Kasperli                             | 1972             |
| 12     | Em Tüüfel sini Giftpaschteete             | Frau Kasperli, Obertüüfel Hörnlimaa, Metzgermeischter Rugeli, Brülleschlange Zirpa, Kasperli | E gstörti Schuelstund              | Lehrer Tüpfli, Loorli, Fritzli, Witwe Meier, Papagei Schaggeli, Kasperli                                      | 1972             |
| 13     | Füürio, de Zeusli chunnt                  | Zeusli, Frau Bollemoser, Füürwehrmaa Brändli, Büsi Negerli, Kasperli | De Schlossgeischt uf em Räuberberg | Räuber Grüselbart, Häx Fätzehaar, Senn, Margritli, Geischt Schüülihüüli, Kasperli                             | 1973             |
| 14     | S’Rhinozeros isch dureprännt!             | Muffli, Zoowärter Hufnagel, Fräulein Nüssli, Rhinozeros Hugo, Kasperli | De Wichtelkönig Humschtibumschti   | Wichtelkönig Humschtibumschti, Diener Plapperi, Waldfee Gundula, Holzhacker Sepp, Trudi, Kasperli             | 1973             |
| 15     | De Zauberbrunne i de Wüeschti             | Beduin Abdul Ali Ben Sandi, Fatma, Kamel Yussuf, Wüeschtetüüfel Bala-Bala-Bumba, Kasperli | Vom Prinzässli Finöggeli           | König Spazifizottel, Prinzässli Cornelia, Prinz Urs, Hofguutscher Geislezwick, Hofdame Schnäderi, Kasperli    | 1974             |
| 16     | D’Häx Nörgeligäx und de Umemuuli          | Frau Mosimaa, Kurtli, Malermeischter Pinseler, Häx Nörgeligäx, Diener Tölpel, Kapserli | De verbrännt Härdöpfelstock        | Grosi, Tante Annegret, Unggle Balz, Chuchigeischtli Pfupf, Kasperli                                           | 1974             |
| 17     | De Gfröörli gaat go Schiifahre            | Gfrööli, Älpler Hogersepp, Berggeischt Ziirpel, Murmelivater Mupf, Kasperli | De Ritter Nimmersatt               | Ritter Nimmersatt, Choch Schmürzel, Chnächt Hudlifätzeler, Annegret, Stuudehübeligrosi, Kasperli              | 1975             |
| 18     | De Muulwurf und de Humpelfrosch           | Föppli-Fritz, Tantegotte Dorothee, Muulwurf Peter, Humpelfrosch Sami, Fee Aurora, Kasperli | De Zwätschgeräuber gaat i d’Falle  | Frau Rääs, Landjäger Bitterli, Konditer Süess, Holzhacker Chnuuschti, Kasperli                                | 1975             |
| 19     | Vom Zwängeli und vom Bängeli              | Frau Hopfemalz, Zwängeli, Bängeli, Lumpetüüfel, Kasperli | De Munggel und sin Edelstei        | Zwerg Munggel, Rabevogel Kraak, Heugümper Xaver, Schnäggedame Yolanda, Prinzässli Rösli, Kasperli             | 1976             |
| 20     | Die chineesisch Wunderwurzle              | Frau Kasperli, Kaiser Fong-Tong, Prinzässli Schu-Fu, Oberbonz La-Pi, Zauberer Schnödögürügönggöng, Kasperli | De Perleschatz im Muschlemeer      | Meerkönig Neptun, Wassernixli Baba, Seepferdli Blubberi, Haageschaaggi, Kasperli                              | 1976             |
| 21     | Die verhäxt Insle im Tümpelsee (Folge 1)  | Karli Mops, Lehrer Mock, Frau Kasperli, Frau Mock, Entemueter Berta Gründel, Fisch Achim, Rab Flatterchratz, Häx Stoppelwartz, Ratte Fettli, Häxechnächt Schlurf, König Balduin, Prinzässin Melanie, Musikus, Vorläser, Oberhofchoch, Kasperli |                                    | | 1995             |
| 22     | Die verhäxt Insle im Tümpelsee (Folge 2)  | Karli Mops, Lehrer Mock, Frau Kasperli, Frau Mock, Berta Gründel, Fisch Achim, Rab Flatterchratz, Häx Stoppelwartz, Ratte Fettli, Häxechnächt Schlurf, König Balduin, Prinzässin Melanie, Musikus, Vorläser, Oberhofchoch, Kasperli            |                                    | | 1995             |

Insgesamt wurden bis 2010 rund drei Millionen Tonträger verkauft.

### Für Erwachsene
Ausserdem existiert ein im Radio ausgestrahltes und nicht als Tonträger veröffentlichtes 87-minütiges Kasperlitheater für Erwachsene (Zitat Kasperli: „nicht für die Kinder, sondern für die Kindsköpfe“) mit dem Titel «König Meier de Tuusigscht oder de Untergang vom Tuurteland» aus dem Jahr 1974. Es handelt sich dabei weniger um ein für Kinder geeignetes heiteres Stück als vielmehr um eine Tragikomödie. Nebst den bekannten drei Sprechern aus den Kasperlitheatern haben in diesem Stück auch namhafte Personen aus der Schweizer Film-, TV- und Radiowelt in z. T. kleinen Rollen mitgewirkt (u. a. Inigo Gallo, Schaggi Streuli als sein Alter Ego Polizischt Wäckerli, Walter Andreas Müller).

## Neue Abenteuer
17 Jahre nach der letzten Aufnahme mit Jörg Schneider erschienen im März 2012 neue Abenteuer von Kasperli. Geschrieben wurden sie von den TV-Moderatoren Nik Hartmann und Andrea Jansen sowie Nadja Zimmermann, Nadia Meier und Anja Knabenhans. Neben Kasperli, der vom Parodisten David Bröckelmann gesprochen wird, gehören Nik Hartmann und Fabienne Hadorn zum Kernteam. Jedes Jahr leihen zwei prominente Gastsprecher oder Gastsprecherinnen ihre Stimme. Bisher mit dabei waren: Peach Weber, Birgit Steinegger, Sibylle Aeberli, Fabian Unteregger, Claudio Zuccolini, Kiki Maeder, Hannes Hug und Michel Gammenthaler. Die Covers gestaltet Stephanie Türck. 2015 erschien die Geschichte «S verzauberete Flugzüüg» als illustriertes Kinderbuch in hochdeutscher Sprache mit „Kasperliausdrücken“ auf Mundart.
| Nummer | 1. Hörspiel                            | von Autor                      | 2. Hörspiel                            | von Autor        | Sprecher                                                                             | Erscheinungsjahr |
| ------ | -------------------------------------- | ------------------------------ | -------------------------------------- | ---------------- | ------------------------------------------------------------------------------------ | ---------------- |
| 1      | De Seegeischt im Führwehrweiher        | Andrea Jansen                  | S verzauberete Flugzüüg                | Nik Hartmann     | David Bröckelmann, Nik Hartmann, Fabienne Hadorn, Michel Gammenthaler, Hannes Hug    | 2012             |
| 2      | D Goldelia isch verschwunde            | Andrea Jansen                  | S Nünnelprinzässli und de Zaubersand   | Nadja Zimmermann | David Bröckelmann, Nik Hartmann Fabienne Hadorn, Michel Gammenthaler, Hannes Hug     | 2012             |
| 3      | Es hät en Dieb im Zoo                  | Andrea Jansen                  | D Insle vom Pirat Ohnibart             | Nadia Meier      | David Bröckelmann, Nik Hartmann, Fabienne Hadorn, Kiki Maeder, Claudio Zuccolini     | 2013             |
| 4      | De Mänggeli hät Glotzitis              | Andrea Jansen                  | Es Päckli für de Gletschergnom         | Anja Knabenhans  | David Bröckelmann, Nik Hartmann, Fabienne Hadorn, Kiki Maeder, Claudio Zuccolini     | 2013             |
| 5      | S Gheimnis vom Schöflidieb             | Nadia Meier                    | Es hät kei Glacé meh                   | Nadja Zimmermann | David Bröckelmann, Nik Hartmann, Fabienne Hadorn, Sibylle Aeberli, Fabian Unteregger | 2014             |
| 6      | D Zahfee hät Zahweeh                   | Andrea Jansen                  | De Baltahatschi hät de Schnudderi      | Anja Knabenhans  | David Bröckelmann, Nik Hartmann, Fabienne Hadorn, Sibylle Aeberli, Fabian Unteregger | 2014             |
| 7      | S Wältall-Trampolin                    | Nadia Meier                    | Än Berg zum Zmorge                     | Anja Knabenhans  | David Bröckelmann, Nik Hartmann Fabienne Hadorn, Birgit Steinegger, Peach Weber      | 2015             |
| 8      | Wer häd Angscht vorem Güselgrüsel?     | Andrea Jansen, Anja Knabenhans |                                        |                  | David Bröckelmann, Fabienne Hadorn, Andrea Jansen, Dani Mangisch                     | 2015 (gratis)    |
| 9      | Ä Elefantastischi Seiltänzerin         | Anja Knabenhans, Nik Hartmann  | Dä Prinz Säuniggel                     | Anja Knabenhans  | David Bröckelmann, Fabienne Hadorn, Birgit Steinegger, Peach Weber                   | 2016             |
| 10     | Die vergiftet Gmüessuppe               | Nik Hartmann                   | Dä Schuhubidu macht Meis               | Anja Knabenhans  | David Bröckelmann, Fabienne Hadorn, Jonny Fischer, Net Corti                         | 2017             |
| 11     | De Dopplet Kasperli                    | Nik Hartmann                   | De Kasperli Reist Uf Tansadonie        | Nik Hartmann     | David Bröckelmann, Nik Hartmann, Fabienne Hadorn, Claudio Zuccolini                  | 2018             |
| 12     | De Pischima ufem Burehof               | Nik Hartmann                   | De Schoggidieb und die flügendi Banane | Nik Hartmann     | David Bröckelmann, Nik Hartmann, Fabienne Hadorn, Claudio Zuccolini                  | 2020             |
| 13     | De Förster Sager und de Holzwurm Drill | Nik Hartmann                   | De chalti Vulkan                       | Nik Hartmann     | David Bröckelmann, Nik Hartmann, Fabienne Hadorn, Claudio Zuccolini                  | 2021             |
| 14     | D’Häx Haaggenaas und de Jufli          | Nik Hartmann                   | De goldig Naseböögg                    | Nik Hartmann     | David Bröckelmann, Nik Hartmann, Fabienne Hadorn, Claudio Zuccolini                  | 2023             |

## Sonstiges
- Im Zürcher Club «Hive» werden regelmässig Veranstaltungen durchgeführt, an denen Kasperli-Aufnahmen gehört werden.[13]
- Im Mai 2006 erschien eine Kasperli-Briefmarke des Künstlers Heinz Stieger.[14]
- Im 2008 erschien ein Kasperli-Kaffeerahmdeckel in der Serie zum Jubiläum «40 Jahre Vereinigung zur Förderung Schweizer Jugendkultur».
- In einer Fernsehsendung verwendete der Schweizer Politiker Christoph Blocher einen vermeintlichen Spruch Kasperlis, der weder vorkommt, noch von Schneider stammt: «Hüt en Rappe, morn en Rappe, git e schöni Zipfelchappe».[15]